# Skąpiec (film)
Skąpiec – francuska komedia kostiumowa z 1980 w reżyserii Jeana Giraulta oraz Louisa de Funésa, który w filmie zagrał również główną rolę. Oparta na sztuce Moliera pod tym samym tytułem.
Film jest oparty na komedii Moliera Skąpiec (L'Avare), wystawionej w 1668 na dworze Ludwika XIV. Ekranizacja sztuki Moliera poruszyła francuską krytykę, która zarzucała filmowi zbyt dalekie odejście od oryginału. 

## Fabuła
Akcja filmu rozgrywa się w XVII- wiecznej Francji. Bogaty i chciwy Harpagon (Louis de Funès) jest chorobliwie skąpym człowiekiem. Liczy każdy grosz i żałuje pieniędzy nie tylko na kościelną tacę, ale także na wychowanie własnych dzieci, córki Elizy i syna Kleanta. Oszczędności całego życia, zakopane w domowym ogrodzie, przed szabrownikami strzegą metalowe sidła i on sam z lunetą w ręku.
Pewnego dnia w domu mieszczucha zjawia się podróżnik Walery, który zakochuje się w jego córce. Również syna dosięga strzała amora, gdyż urzeka go Marianna, biedna dziewczyna mieszkająca ze schorowaną matką. Dzieci, by nie sprowadzić na siebie gniewu ojca, muszą trzymać swą miłość w tajemnicy.
Tymczasem Harpagon nie przejmując się ich zdaniem, postanawia pomnożyć swój majątek dzięki bogatemu ożenkowi i intratnym mariażom swoich dzieci. Córkę postanawia wydać za mąż za bogatego, acz starego pana Anzelma, który jest gotów poślubić ją bez posagu. Sam 60-letni starzec postanawia związać się z Marianną, w której kocha się syn.
Pewny jeszcze swoich możliwości, rolę swatki powierza znanej kobiecie, Frozynie (Claude Gensac) i również przez nią ustala szczegóły posagu młodej panny. Poczynaniom ojca przyglądają się z niedowierzaniem i oburzeniem dzieci. By ratować swoją miłość i odwieść ojca od małżeńskich planów, wspólnie obmyślają podstępny plan. Tymczasem chciwy skąpiec już wydaje dyspozycje służbie, nie mogąc doczekać się ceremonii zaręczyn. Gdy wkrótce okazuje się, że z ogrodu znika zakopana skrzynia dukatów, Harpagon wpada w szał.

## Obsada
- Louis de Funès: Harpagon
- Frank David: Kleant, syn Harpagona
- Hervé Bellon: Walery, ukochany Elizy
- Michel Galabru: mistrz Jakub, kucharz
- Claire Dupray: Eliza, córka Harpagona
- Claude Gensac: Frozyna, swatka
- Anne Caudry: Marianna, ukochana Kleanta
- Bernard Menez: strzałka, służący Kleanta
- Georges Audoubert: Anzelm / Don Tomasz d'Alturcie
- Henri Génès: komisarz, sędzia
- Guy Grosso: Brindavoine, służący Harpagona
- Michael Modo: Merluche, służący Harpagona
- Max Montavon: mistrz Simon, lichwiarz
- Micheline Bourday: pani Claude, służąca
- Madeleine Barbulée: matka Marianny